# Leptogaster rufescens
Leptogaster rufescens là một loài ruồi trong họ Asilidae. Leptogaster rufescens được Janssens miêu tả năm 1954. Loài này phân bố ở vùng nhiệt đới châu Phi.